# Arantza Ozaeta Cortázar
Arantza Ozaeta Cortázar (Madrid, 1982) és una arquitecta fundadora, en 2007, al costat d'Álvaro Martín Fidalgo de l'estudi d'arquitectura TallerDE2.
Sent estudiant es va associar amb Álvaro Martín Fidalgo i van fundar, l'any 2007, un estudi d'arquitectura que van anomenar TallerDE2, operant a Alemanya, Espanya, Itàlia i el Regne Unit; especialitzant-se tant en planificació urbana com en disseny del paisatge. Ha estat professora convidada de l'Architectural Association, de la Universitat Hochschule Coburg de Ciències Aplicades a Alemanya i de la Universitat de Catània, a Sicília. Ha estat considerada una de les dones arquitectes espanyoles més influents.
Estudià arquitectura a l'ETSAM entre 2000 i 2008. Dos anys més tard finalitzà el doctorat, també a ETSAM on dona classes des de 2009.
L'any 2014, Arantza Ozaeta va ser nominada al premi Arquitecta Emergent concedit per la revista Architects' Journal (AJ), que s'endugué la britànica-veneçolana Julia King. Finalment, el va aconseguir al 2017. Va construir el Centre de dia per a nens de Selb (Alemanya) entre 2008 i 2012, que va rebre el primer Premi en el Concurs Internacional Europan-9 en 2008, el primer Premi en el Concurs Internacional bianual que atorga la revista alemanya Bauwelt a la ‘Primera Obra construïda-2013’; el primer Premi COAM Luis M. Mansilla 2013, i va ser projecte finalista en la XII Biennal Espanyola 2013 i primer Premi NAN Arquitectura i Construcció 2013. El projecte Caverna Vegetal és un jardí urbà temporal que es va dur a terme per haver estat seleccionat en el Concurs Internacional de Jardins Urbans de Bilbao de maig a juliol de 2011. Al 2017 va ser reconeguda per la European Center com una de les 40 arquitectes europees més prometedores.